# Demonica
 (octobre 2017).
Si vous disposez d'ouvrages ou d'articles de référence ou si vous connaissez des sites web de qualité traitant du thème abordé ici, merci de compléter l'article en donnant les références utiles à sa vérifiabilité et en les liant à la section « Notes et références ».
Albums de Behemoth
Demigod
(2004) The Apostasy
(2007)
Demonica est une double compilation du groupe de Blackned Death Metal polonais Behemoth. L'album est sorti le 10 juillet 2006 sous le label Regain Records.
Le titre de l'album fait écho au titre d'un album studio de Behemoth, Satanica.
Cette compilation a été produite en un nombre limité. Il y en a 10 000 exemplaires en vente sur le marché en tout. Elle contient des titres provenant des premières productions du groupe ré-enregistrées. Il y a également un livret contenant les paroles des chansons ainsi que des photos rares du groupe.

## Musiciens
- Adam "Nergal" Darski – chant, guitare, basse
- Adam "Baal Ravenlock" Muraszko – batterie

### Musiciens de session
- Tomasz "Orion" Wróblewski – basse sur le titre Transylvanian Forest
- Zbigniew Robert "Inferno" Promiński – batterie sur le titre Spellcraft & Heathendom

## Liste des morceaux
| 1.  | ...Of My Worship                  | 1:35 |
| 2.  | Summoning of the Ancient Gods     | 6:07 |
| 3.  | The Arrival                       | 0:57 |
| 4.  | Dark Triumph                      | 5:24 |
| 5.  | Momentum                          | 1:18 |
| 6.  | Rise of the Blackstorm of Evil    | 7:02 |
| 7.  | Aggressor (reprise de Hellhammer) | 3:33 |
| 8.  | Goat with a Thousand Young        | 3:09 |
| 9.  | Bless Thee for Granting Me Pain   | 2:18 |
| 10. | Cursed Angel of Doom              | 3:09 |
| 11. | Transylvanian Forest              | 3:16 |

| 1.  | From Hornedlands to Lindisfarne | 5:56 |
| 2.  | Thy Winter Kingdom              | 5:17 |
| 3.  | Summoning (of the Ancient Ones) | 4:55 |
| 4.  | The Dance of the Pagan Flames   | 3:59 |
| 5.  | Blackvisions of the Almighty    | 4:49 |
| 6.  | Fields of Haar-Meggido          | 6:35 |
| 7.  | Deathcrush (reprise de Mayhem)  | 3:20 |
| 8.  | Moonspell Rites                 | 6:53 |
| 9.  | Blackvisions of the Almighty    | 6:40 |
| 10. | Pure Evil & Hate                | 3:15 |
| 11. | The Oak Between the Snows       | 2:29 |
| 12. | Spellcraft & Heathendom         | 3:33 |